# کاویری جها
کاویری جها (به انگلیسی: Kaveri Jha) (زاده ۲۱ می ۱۹۸۳) بازیگر هندی است.
از فیلم‌هایی که وی در آن نقش داشته است می‌توان به هزارتو، خدا را شکر و زندان اشاره کرد.